# Saliva
La saliva és un líquid de la cavitat bucal, produït per les glàndules salivals, transparent, de viscositat variable, compost principalment per aigua, sals minerals i algunes proteïnes.
S'estima que la boca està humitejada per la producció d'entre un i dos litres de saliva al dia, i durant la vida d'una persona se'n generen uns 38.000 litres. Aquesta quantitat és variable, ja que va disminuint amb l'edat i a causa de diferents tractaments. La producció de saliva està relacionada amb el cicle circadiari, de tal manera que a la nit se'n segrega una quantitat mínima; a més, la composició en varia en funció dels estímuls (com l'olor o la visió del menjar) augmentant –per exemple– el pH davant d'aquests estímuls (quan en condicions normals és de 6 a 7). És segregada per les glàndules salivals majors (paròtide, sublingual i submaxil·lar) i menors. La disminució de saliva s'anomena hiposalivació, mentre que la sensació de sequedat bucal s'anomena xerostomia, la producció excessiva es diu ptialisme o ptialorrea.

## Composició de la saliva
La composició és, similar a la del plasma. Està composta per:
- Aigua: Representa un 99,5% del seu volum, en la qual s'hi dissolen el 0,5% restant format per sals minerals com ions de sodi, potassi, clor, hidrogencarbonat i fosfats. L'aigua permet que els aliments es dissolguin i es percebi el seu sabor en el sentit del gust.
- Ions clorur: Activen l'amilasa salival o ptialina.
- Hidrogencarbonat i fosfat: Neutralitzen el pH dels aliments àcids i de la corrosió bacteriana.
- Mucus: Lubrica la bola alimentària per facilitar la deglució i que pugui avançar al llarg del tub digestiu, sense fer-lo malbé.
- Lisozim: És una substància antimicrobiana que destrueix els bacteris continguts en els aliments, protegint part de les dents de la càries i de les infeccions.
- Enzims: Com la ptialina, que és una amilasa que hidrolitza el midó parcialment en la boca, començant la digestió dels hidrats de carboni.
- Estaterina: Amb un extrem aminoterminal molt àcid, que inhibeix la precipitació de fosfat de calci a l'unir-se als cristalls de hidroxiapatita. A més a més, també té una funció antibacteriana i antifúngica.
- Altres substàncies: Com ara immunoglobulines específiques, transferrina i lactoferrina.

## Funcions de la saliva
- Protectora de l'esmalt: funcions de defensa, lubricació i regulació del pH.
- Reparadora: afavorir la mineralització.
- Digestiva: per l'efecte dels enzims ja esmentats.
- Important en l'expressió oral.
- Manté l'equilibri hídric.
- Capacitat tamponadora del medi: neutralitza el medi àcid produït en les menjades. Si es produeix un pH àcid es provoca la desmineralització de l'esmalt, mentre que si es produeix un pH bàsic, s'acumula tosca.